# The Shubert Organization
«The Shubert Organization» — театральная компания, базирующаяся в Манхэттене, Нью-Йорк, США. Основана тремя братьями Шуберт в конце XIX века. Компания владеет почти половиной театров на Бродвее и несколькими в других городах США. В просторечии и СМИ «The Shubert Organization» и братьев, основавших компанию, часто называют просто „The Shuberts“ („Шуберты“).

## История
Компания «The Shubert Organization» была основана в северной части штата Нью-Йорк в конце XIX века братьями Шуберт: Сэмом, Джейкобом и Ли. Начав производство различных шоу в Нью-Йорке в 1900 году, компания ощутила потребность в площадках для своих многочисленных постановок. Так они начали приобретать театры. К 1916 году братья Джейкоб и Ли (Сэм скончался в 1905 году) во всей стране именовались общественностью уже как мощные театральные магнаты.
В 1907 году компания делает неудачную попытку зарекомендовать себя в жанре водевиль. Это удаётся сделать лишь весной 1920 года при президентстве Ли Шуберта: компания даёт по два представления в день в театрах Бостона, Дейтона, Детройта, Кливленда, Чикаго и Филадельфии. В сентябре 1921 года начинается прокат водевиль-спектаклей и в Нью-Йорке.
В апреле 1922 года «The Shubert Organization» объединяется с Исидором Херком и Томасом Битти для создания «The Affiliated Theatres Corporation», желая показывать шоу по цепочке: от театра к театру. Однако столкнувшись с жёсткой конкуренцией Б. Ф. Кита, компании пришлось закрыть свои водевиль-спектакли в феврале 1923 года.
К 1929 году в состав «The Shubert Organization» входят такие важные театры Бродвея, как «Зимний сад», «Шуберт», «Империал» и ещё около тысячи театров по всей стране. С начала 1940-х до 1970-х годов у компании был перерыв в производстве постановок на Бродвее.
Реорганизация компании прошла в 1973 году. На сегодняшний день (ноябрь 2014 года) «The Shubert Organization» владеет семнадцатью (из 35) театрами на Бродвее, театром «Маленький Шубрет» в Офф-Бродвее и «Форрест» в Филадельфии. Также под управлением компании на правах аренды находится театр «Шуберт» в Центре искусств города Бостона. Было создано подразделение «Shubert Ticketing» (включает в себя и «Telecharge»), которое реализует билеты на представления семидесяти театров США.

## Театры компании

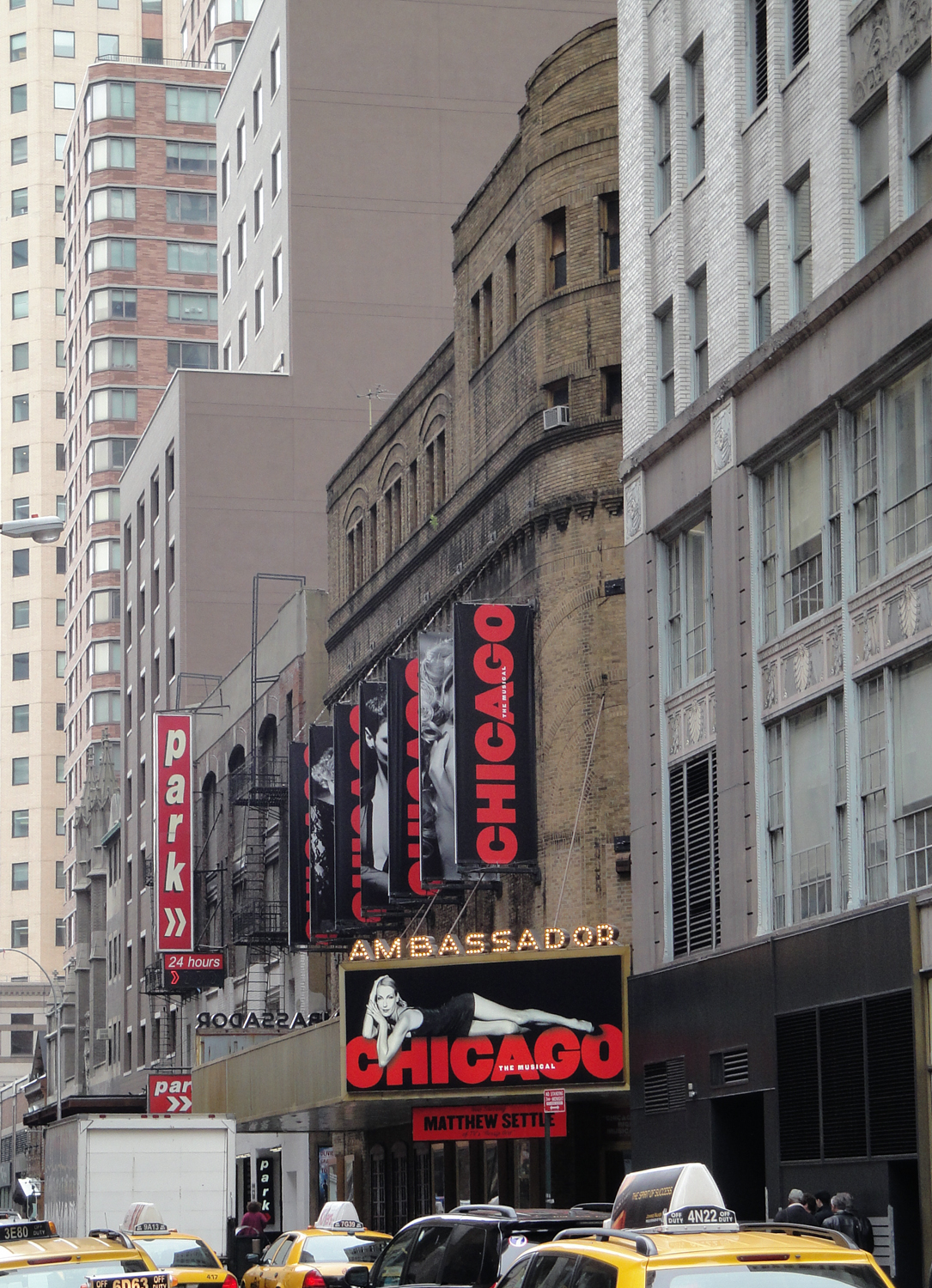
Прокат мюзикла «Чикаго» в театре «Амбассадор»

### Бродвей
- «Амбассадор»
- «Беласко»
- «Бернард Б. Джекобс»
- «Бродвей»
- «Бродхерст»
- «Буз»
- «Джеральд Шонфельд»
- «Джон Голден»
- «Зимний сад»
- «Империал»
- «Корт»
- «Лицейский театр»
- «Лонгакр»
- «Маджестик»
- «Музыкальная шкатулка»
- «Этель Берримор»
- «Шуберт»

### Офф-Бродвей
- «Маленький Шуберт»
- «Сцены «Новый мир»» (с 17 ноября 2014 года)

### Регионы
- «Форрест» (Филадельфия)
- «Шуберт» (Бостон)

### Бывшие театры
«The Shubert Organization» в разное время владела ещё более шестьюдесятью театрами, в том числе 27 на Бродвее, 39 в различных городах США и одним в Лондоне (Великобритания).
- «Театр Мороско» (продан в 1943-м году)[4]